# Damián Musto
Damián Marcelo Musto (ur. 9 czerwca 1987 w Casildzie) – argentyński piłkarz występujący na pozycji pomocnika w Huesce.